# Riverdogs
Riverdogs is een Amerikaanse hardrockband die sinds 1988 wordt geleid door Rob Lamothe, die ook als solist optreedt.

## Bezetting
Oprichters
- Rob Lamothe (zang, gitaar, keyboards)
- Nick Brophy (basgitaar)
- Vivian Campbell (gitaar)
- Mike Baird (drums)

Huidige bezetting
- Rob Lamothe (zang, gitaar, keyboards)
- Nick Brophy (basgitaar)
- Vivian Campbell (gitaar)
- Marc Danzeisen (drums)

Voormalige leden
- Cary Beare (basgitaar)
- Ronnie Ciago (drums)

## Geschiedenis
Rob Lamothe zong in zijn pre-puberteitstijd in een reiskoor en nam ook met hen op. Hij begon pas op 16-jarige leeftijd met gitaar spelen en componeerde zijn eigen liedjes voor privégebruik. Op 18-jarige leeftijd vertelde zijn vriendin de latere Ratt-gitarist Robbin Crosby erover, die hem overhaalde om zich bij zijn band Aircraft aan te sluiten. Zo kreeg Lamothe halverwege de jaren 1980 zijn eerste ervaring als onderdeel van een muziekband, die echter na een demo en het tekenen van een platencontract in ruzie ontaardde. Walgend van de egotrips van zijn medemuzikanten verhuisde hij naar Orange County. In het nabijgelegen Los Angeles was er een rockband genaamd Riverdogs, wiens drummer hem in 1988 overtuigde om het opnieuw te proberen in de muziekbusiness. Die drummer had eerder bij Aircraft gewerkt. Lamothe bracht ook zijn kamergenoot mee, de gitarist Nick Brophy, maar deze moest overstappen van gitaar naar bas.
Prominente namen verschijnen in verband met de demoproductie in hetzelfde jaar: Whitesnake-gitarist Vivian Campbell nam de productie over in de thuisstudio van Steve Vai. Campbell bezocht de Riverdogs steeds vaker in hun oefenruimte en al snel begon iedereen te jammen. Ten slotte vroeg de bij Whitesnake ontevreden Campbell in januari 1989 of hij aan boord mocht komen. Campbell zorgde vervolgens voor een professionele producent om een album te maken van het bestaande songmateriaal. De gekozen Michael Frondelli was als geluidstechnicus en/of mixer betrokken bij klassiekers als The Song Remains the Same van Led Zeppelin, Big World van Joe Jackson en Rebel Yell van Billy Idol, bovendien volledige producent van o.a. Henry Lee Summer en The Fountainhead en bracht ook ervaring mee met de glam metal bands Poison en Britny Fox, die het dichtst bij de stijl van Riverdogs stonden.
De drummer van Riverdogs werd het slachtoffer van de autoriteit van Frondelli omdat hij niet aan zijn eisen voldeed. Eddie Money en Rick Springfield-drummer Mike Baird (ook tourneedrummer voor Billy Idol en Journey) werden snel ingehuurd voor de opnamen, die vanwege de onbekende naam van de voorganger kunnen worden beschouwd als onderdeel van de eerste betekenisvolle bezetting. Het werd geen permanente aangelegenheid, omdat het leeftijdsverschil te groot werd geacht. In april 1990 werd de opvolger van Baird gepersonifieerd door Marc Danzeisen, een student van jazzlegende Gene Krupa en oprichter van de BulletBoys. Voordat het album door de band werd uitgebracht voor het persproces, moest het worden bewerkt door Jeff Glixman, die te maken had met stilistisch hardere bands als Gary Moore en Saxon. Het ging begin juni in de verkoop. Met Toy Soldier hadden de Riverdogs toen een klein succesnummer in de race om de luisteraar te behagen (#26 van de Amerikaanse mainstream rock charts). Lamothe en Campbell maakten gebruik van de huidige populariteit en speelden akoestische optredens in New York. De hele band bestond uit Rob Lamothe (zang, akoestische gitaar, keyboard), Nick Brophy (bas, achtergrondzang), Vivian Campbell (elektrische gitaar, voor Whitesnake in de band van Dio) en Marc Danzeisen (drums, later in dienst van Gilby Clarke).
Campbell nam begin 1991 afscheid. Het gebrek aan personele continuïteit door een wisseling van drummer, producent, labelbegeleider alsmede wisselingen op het hoogste bedrijfsbesluitvormingsniveau en de daarmee gepaard gaande onrust deed hem te veel denken aan de fluctuatie die bij Whitesnake had geheerst. Bovendien had hij, vanwege zijn eerdere engagementen in topbands, een hoge levensstandaard in verband met bedrijfskosten. Hij vertrok met pijn in het hart en in vriendschap. Later dat jaar, samenvallend met Epic's afwijzing van het herschreven materiaal, vertrok Danzeisen ook. Meer dan een jaar worstelde de manager met de labelbazen om toestemming voor zijn geblokkeerde protégés. In januari 1992 liet Epic de band eindelijk officieel vallen. Terwijl de Riverdogs terug naar het begin werden gegooid, vond Vivian Campbell in het voorjaar van 1992 een ongetwijfeld lucratieve baan bij de gevestigde Britse band Def Leppard. In deze situatie werd Lamothe benaderd om de vacante zangpost bij Badlands op zich te nemen. Hij koos er echter voor om Riverdogs in leven te houden. Om het gesprek ondanks het ontbreken van een contract gaande te houden werd er voor bijna 50 vrienden, fans en mediapartners een showcase gehouden, die werd opgenomen voor een geplande publicatie. In maart 1993 werd Absolutely Live uitgebracht met vier nummers van het debuut, plus een cover van The House of the Rising Sun plus zeven nieuwe nummers bij het jonge Duitse label Dream Circle Records. De filosofie van de band viel samen met die van de oprichter van het label: beiden beschouwden het aanhangen van trends (zoals grunge) als zelfverraad en winstbejag. De bezetting op dit album bestond uit Rob Lamothe (zang, gitaar), Nick Brophy (nu terug op elektrische gitaar), Cary Beare (bas) en Ronnie Ciago (drums). Dit keer gaven Lamothe en - in plaats van Campbell - Brophy kleine akoestische optredens in Duitsland. Deze en andere promotionele evenementen waren bedoeld om te bepalen of een tournee de moeite waard zou zijn. Uiteindelijk vertrouwde men op de aanmoediging van de muziekjournalisten en hun positieve recensies. De eerste Europese tournee werd opgevat als een "grondwerktour" omdat de publieke belangstelling bescheiden was, maar de aanwezigen waren des te enthousiaster. Het tweede studioalbum Bone werd uitgebracht in september 1993. Muzikaal biedt het nieuwe klanknuances, aangezien het achtergrondkoor, keyboards, mondharmonica en harp nieuw zijn, waarbij de laatste wordt gespeeld door Lamothe's zoon Josh. Hoogtepunten waren de twee optredens op de Wacken Open Air in 1993 en 1994.
De in 1994 door Rob Lamothe opgenomen solo-cd Gravity, waarop hij zijn stem op singer-songwriter-manier op de voorgrond had gezet, is voorlopig uitgesteld. In 1995 zong Lamothe een nummer voor Greg Chaisson, die na het uiteenvallen van Badlands een soloalbum begon. Met de verhuizing van Lamothe in 1996 naar Hamilton, Ontario, Canada, ging de geografische spreiding van de muzikanten door (aanvankelijk waren alleen Los Angeles en Nashville de afzonderlijke thuislocaties), wat het bandwerk bemoeilijkte en bijgevolg de productiviteit vertraagde. In zijn nieuwe omgeving vond hij snel aansluiting bij het lokale muziekcircuit en bleef het Riverdogs-project verwaarlozen. De late publicatie van zijn solodebuut gaf hem de kans om in deze fase door Duitsland en Nederland te toeren. Jarenlange samenwerking met verschillende Canadese artiesten volgden. In 2001 werd hij zelfs vergezeld door Vivian Campbell, te horen op de ep Brave Enough. In maart 2004, ter voorbereiding van een reünie met Vivian Campbell, Nick Brophy en Marc Danzeisen voor live optredens in augustus 2004, werd Riverdogs + On Air uitgebracht, een heruitgave van de twee lp's uit 1990 (de tweede was onofficieel) in een dubbel-cd-netwerk. Het nieuwe materiaal, tegelijkertijd geschreven, werd slechts langzaam uitgewerkt en verdere stukken toegevoegd, zodat het nieuwe album World Gone Mad pas in 2011 kon worden voltooid.
Sinds hij zich in Canada vestigde, reist Rob Lamothe als solist met min of meer begeleidend personeel. Zijn tweede zoon Zander treedt vaak op als drummer. De coverversie van de Black Sabbath-klassieker Paranoid, die hij rustig, langzaam en soulvol vertolkt, is een specialiteit in het werk van Lamothe. Het is te vinden op de cd Above the Wing is Heaven (2003). In 2011 zong de populaire Canadees naar keuze het bonusnummer van Brian Robertsons tweede solo-cd Diamonds and Dirt.

## Discografie
- 1990: Riverdogs (Epic)
- 1990: On Air (live radio-optreden, CBS)
- 1993: Absolutely Live (Showcase-optreden, Dream Circle Records)
- 1993: Bone (Dream Circle Records)
- 2004: Riverdogs + On Air (herpublicatie van de beide vroege albums als dubbel-cd, Bad Reputation)
- 2011: World Gone Mad (Melodic Rock Records)
- 2015: Riverdogs (herpublicatie van de dubbel-cd van 2004 op slechts een cd, Rock Candy)
- 2017: California (Frontiers Records)